# Konstantínos Logothetópoulos
 Konstantínos Logothetópoulos (en grec moderne : Κωνσταντίνος Λογοθετόπουλος) (1878-1961), est un médecin et un homme politique grec. Il est deuxième Premier ministre du gouvernement collaborateur pendant l'occupation de la Grèce pendant la seconde guerre mondiale.

## Biographie
Logothetopoulos est né à Nauplie en 1878. Il étudie la médecine à Munich, et reste en Allemagne jusqu'en 1910 pour pratiquer et enseigner la médecine. À son retour en Grèce, il fonde une clinique privée et sert dans l'armée en tant que médecin lors de la Première Guerre balkanique, la Seconde, et lors de la Guerre gréco-turque.
En 1922, Logothetopoulos devient professeur de gynécologie à l'université nationale et capodistrienne d'Athènes. Il est, entre autres, professeur du député Grigóris Lambrákis.
Après la capitulation de la Grèce lors de la Bataille de Grèce, Logothetopoulos qui parle allemand et est marié à une Allemande, est nommé Vice-président et ministre de l'éducation dans le gouvernement de collaboration du général Georgios Tsolakoglou. Il devient Premier ministre le 2 décembre 1942, avant d'être remplacé par Ioánnis Rállis le 7 avril 1943.
À la libération, Logothetopoulos quitte le pays pour l'Allemagne. Il est capturé par l'armée américaine qui le remet aux autorités grecques. Il est jugé et reconnu coupable de collaboration avec l'ennemi et est condamné à l'emprisonnement à perpétuité, mais est relâché en 1951.
Logothetopoulos meurt le 8 juillet 1961.